# Barbus macedonicus
Barbus macedonicus är en fiskart som beskrevs av Stanko Karaman 1928. Barbus macedonicus ingår i släktet Barbus och familjen karpfiskar. IUCN kategoriserar arten globalt som otillräckligt studerad. Inga underarter finns listade.